# Primeiro Consistório Ordinário Público de 1845

## Cardeais
| Nº                  | País                | Nome                               | Idade               | Cargo                                  | Título ou Diaconia                                      |
| Revelado In Pectore | Revelado In Pectore | Revelado In Pectore                | Revelado In Pectore | Revelado In Pectore                    | Revelado In Pectore                                     |
| ------------------- | ------------------- | ---------------------------------- | ------------------- | -------------------------------------- | ------------------------------------------------------- |
| 1                   | Itália              | Lodovico Altieri                   | 39                  | Bispo de Imola                         | Cardeal-presbítero de Santa Maria em Portico Campitelli |
| 2                   | Itália              | Fabio Maria Asquini                | 42                  | secretário de SC de Bispos e Regulares | Cardeal-presbítero de Santo Estêvão no Monte Celio      |
| 3                   | Itália              | Francesco Capaccini                | 60                  | auditor geral da Câmara Apostólica     | Cardeal-presbítero                                      |
| 4                   | Itália              | Giuseppe Antonio Zacchia Rondinini | 58                  | vice-camerlengo                        | Cardeal-diácono de São Nicolau no Cárcere               |
| In Pectore          |                     |                                    |                     |                                        |                                                         |
|                     |                     | 4 Cardeais Nunca Revelados         |                     |                                        |                                                         |